# Сараевски кантон
Сараевският кантон (на босненски: Kanton Sarajevo; на хърватски: Sarajevska županija; на сръбски: Кантон Сарајево или Kanton Sarajevo) е един от 10-те кантона на Федерация Босна и Херцеговина, Босна и Херцеговина. Административен център на кантона е и главен град на Федерацията, както и столица на Босна и Херцеговина.

## Население
413 593 (2013)

## Етнически състав
(2013)
- 346 575 (83,79%)- бошняци
- 17 520 (4,23%)- хървати
- 13 300 (3,21%)- сърби
- 28 075 (6,78%)- други